# Дюрриаден Кадын-эфенди
Дюрриаде́н Кады́н-эфе́нди (тур. Dürriaden Kadın Efendi; 16 мая 1860, Карс или Сочи — 17/29 октября 1909, Стамбул) — вторая или третья жена (кадын-эфенди) Мехмеда V Решада и мать шехзаде Мехмеда Неджметтина-эфенди. Дюрриаден стала единственной женой Мехмеда V, которая скончалась при его жизни.

## Имя
Турецкий мемуарист Харун Ачба указывает имя «Дюрр-и аден» (тур. Dürr-i aden). Османист Энтони Олдерсон называет её «Дюррадем» (тур. Dürradem). Турецкие историки Недждет Сакаоглу и Чагатай Улучай указывают именем этой жены Мехмеда V Решада «Дюрриаден» (тур. Dürriaden) и «Дюррюаден» (тур. Dürrüaden) соответственно.

## Биография
Сакаоглу предполагал, что Дюррюаден родилась в Карсе в 1860 году. Олдерсон указывает точную дату рождения — 16 мая 1860 года. Харун Ачба пишет, что родилась она 16 мая 1860 года на территории современного Сочи в семье убыхского бея Мустафы Вочибе; Карс Ачба считает неверно указанным местом рождения, поскольку семья Вочибе проживала на черноморском побережье и имела несколько деревень близ Сочи. При рождении девочка получила имя Хатидже и помимо неё в семье было двое сыновей — Мурад и Азиз. Семья Вочибе эмигрировала в Османскую империю в ходе черкесского мухаджирства, братья Дюррюаден обосновались на озере Сапанджа близ Измита, где основали деревушку Машукие. Дочь Азиза Сение по настоянию Дюррюаден была отдана во дворец и в 1905 году под именем Инширах стала второй женой будущего султана Мехмеда VI Вахидеддина.
Сакаоглу пишет, что девушка попала в гарем будущего султана Мехмеда V Решада 10 октября 1876 года — в первые месяцы после получения им титула наследника. Олдерсон указывает эту же дату, однако не уточняет, была ли это дата датой попадания в гарем, заключения брака или же получения титула. Ачба же пишет, что вероятнее всего, Дюррюаден попала во дворец в возрасте трёх-четырёх лет и 10 октября 1876 года в особняке наследника на территории дворца Ортакёй стала женой Мехмеда Решада. Сакаоглу, цитируя слова Лютфи Симави, называет её третьей женой (кадын-эфенди) Мехмеда Решада. Третьей женой её называет и Улучай, однако Харун Ачба считал её второй женой будущего султана.
В браке Дюррюаден и Решада родился только один ребёнок — шехзаде Мехмед Неджметтин-эфенди (1878—1913), при этом Олдерсон не называет Дюрриаден матерью Мехмеда Неджметтина и вообще не указывает кто был его матерью. Ачба пишет, что Неджметтин с рождения имел проблемы с позвоночником и был инвалидом, поэтому так и не женился. Он также сообщает, что болезнь сына очень опечалила Дюррюаден и печаль эта привела к тому, что сама она заболела туберкулёзом. Сакаоглу пишет, что Дюрриаден заболела в первые месяцы 1909 года; эту же версию подтверждает и Улучай, однако Ачба пишет, что на момент восшествия Решада на престол Дюрриаден не была больна.
Сакаоглу цитирует Лютфи Симави, писавшего в главе «Смерть одной кадын-эфенди» в своих мемуарах «Увиденное мной во дворце султана Мехмеда Решада и во дворце халифа»: «Было 17 Тешринэввеля 1325 года. Скончалась валиде Неджмеддина-эфенди, среднего сына Падишаха, третья кадын, которая для смены обстановки тогда жила в Ускюдаре в особняке Валидебагы. В похоронной процессии я участвовал вместе с главным адъютантом Хуршидом-пашой. Хюнкяр не показался мне огорчённым вследствие смерти кадын-эфенди. Падишах был поко́рен божественному провидению. По моему скромному мнению, он проявил излишнюю твёрдость». Сакаоглу уточняет, что 17 Тешринэввеля 1325 года соответствует 29 октября 1909 года. Таким образом, Дюррюаден скончалась спустя всего 6 месяцев после восшествия супруга на престол, проведя 33 года в браке в статусе жены шехзаде. Улучай называет датой смерти Дюррюаден 17 октября 1909 года, также отмечая, что незадолго до этого она отправилась в особняк Валидебагы в Ускюдаре в надежде, что смена климата улучшит её состояние. Ачба указывает ту же дату смерти Дюрриаден, что и Улучай, указывая, что особняк в Валидебагы был подарком Дюрриаден от супруга; по сведениям Ачбы, позднее, после развода, состоявшегося в том же 1909 году, в особняке в Валидебагы проживала племянница Дюрриаден Инширах. Ачба также сообщает, что иностранные послы, находившиеся в столице, послали письма с соболезнованиями султану из-за смерти его супруги. Олдерсон же указывает датой смерти 18 марта 1917 года.
Согласно Сакаоглу, Дюрриаден Кадын-эфенди была погребена на кладбище при мечети Фатиха в Новой усыпальнице, которую также называют тюрбе Гюлюсту Валиде-султан. Ачба же пишет, что тело этой жены Решада было погребено в его гробнице в Эюпе. Сакаоглу пишет, что шехзаде Неджмеддин-эфенди в 1911 году в память о матери построил фонтан у дороги Куручешме-Ортакёй, однако Улучай отмечает, что фонтан этот был построен самой Дюррюаден в год её смерти; китабе этого фонтана указано в книге И. Х. Текышыка «Стамбульские фонтаны».